# Lilium chalcedonicum
La azucena de Constantinopla o flor del lazo roja (Lilium chalcedonicum) es una especie de planta fanerógama perteneciente a la familia Liliaceae nativa de Italia, Grecia y Albania.
Es una planta herbácea que puede alcanzar 1,5 m de altura.

## Sinonimia
- Lilium byzantinum Duch.
- Lilium carniolicum Heldr. ex Freyn
- Lilium chalcedonicum subsp. heldreichii (Freyn) K.Richt.
- Lilium heldreichii Freyn
- Lilium miniatum Salisb.[2]